# Питър Гейбриъл
Питър Брайън Гейбриъл (на английски: Peter Brian Gabriel) е английски музикант, певец, автор на песни, звукозаписен продуцент и активист. Става известен като първоначален вокалист на прогресив рок групата Дженезис. След като я напуска през 1975 г., започва успешна солова кариера с песента "Solsbury Hill" като първия си сингъл. Неговият пети студиен албум So (1986) е най-продаваното му издание и е сертифициран тройно платинен в Обединеното кралство и пет пъти платинен в САЩ. Най-успешният сингъл от албума, "Sledgehammer", печели рекордните девет награди на Ем Ти Ви през 1987 г. на наградите за музикален клип на Ем Ти Ви и, според доклад от 2011 г., това е най-пусканият музикален видеоклип на Ем Ти Ви за всички времена.
Гейбриъл е радетел на етно музиката през голяма част от кариерата си. Той е съосновател на фестивала УОМАД през 1982 г. Продължава да се фокусира върху продуцирането и популяризирането на етно музика чрез своя лейбъл Риъл Уърлд Рекърдс. Той е пионер в методите за цифрово разпространение на музика, като е съосновател на OD2 – една от първите онлайн услуги за изтегляне на музика.
Той също така участва в множество хуманитарни дейности. През 1980 г. издава сингъла срещу апартейда "Biko“. Участва в няколко благотворителни концерта за правата на човека, включително турнето Human Rights Now! на Амнести Интернешънъл през 1988 г. и е съосновател на организацията за правата на човека Уитнес през 1992 г. Гейбриъл разработва организацията Елдърс с Ричард Брансън, стартирана от Нелсън Мандела през 2007 г.
Към юни 2023 г. е носител на една Брит награда – за най-добър британски изпълнител през 1987 г., шест награди Грами, шест награди за музикален клип на Ем Ти Ви, първата награда „Пайъниър“ на наградите BT Digital Music, за цялостно творчество на списание Q, наградата „Айвър Новело“ за цялостно творчество и наградата „Полар Мюзик“. Той е обявен за икона на Broadcast Music, Inc. (BMI) на 57-те годишни награди на BMI в Лондон за неговото „влияние върху поколения музикални творци“. Като признание за дългогодишния му активизъм за правата на човека получава наградата „Човек на мира“ от лауреатите на Нобелова награда за мир през 2006 г. , а списание „Тайм“ го обявява за един от 100-те най-влиятелни хора в света през 2008 г. Олмюзик описва Гейбриъл като „един от най-амбициозните и иновативни рок музиканти, както и един от най-политическите рок музиканти“. Въведен е в Залата на славата на рокендрола като член на Дженезис през 2010 г. и като соло изпълнител през 2014 г. През март 2015 г. е удостоен с почетна докторска степен от Университета на Южна Австралия като признание за постиженията му в музиката.

## Ранни години
Питър Брайън Гейбриъл е роден на 13 февруари 1950 г. в село Чобам, Съри, Англия като син на Ралф Партън Гейбриъл (1912 – 2012) и Едит Айрин Алън, дъщеря на полковник Едуард Алън, председател на Универсалния магазин на гражданската служба в Странд, Лондон. Бащата на музиканта е електроинженер и собственик на млечна ферма от дългогодишно семейство на лондонски вносители и търговци на дървен материал, а майка му е от музикално семейство. Гейбриъл е отгледан в Дийп Пул Фарм, Коксхил – викторианско имение точно до Чобам. Неговият прапрапрачичо, сър Томас Гейбриъл, 1-ви баронет, е лорд-кмет на Лондон от 1866 до 1877 г.
Учи в Кейбъл Хаус – частно основно училище в град Уокинг, Съри, последвано от мъжкото подготвително училище „Сейнт Андрюс“ в село Хорсел, Съри. По време на престоя си там учителите му забелязват таланта му да пее, но той избира да взима уроци по пиано при майка си и развива интерес към свиренето на барабани. На 10-годишна възраст си купува подов том-том.
Гейбриъл отбелязва за ранните си влияния: „Химните играят доста голяма роля. Те бяха най-близо до соул музиката, преди да открия соул музиката. Има определени химни, на които можеш да изкрещиш дробовете си и аз обичах това. Беше страхотно, когато те полазваха старите тръпки по гърба.“ На 12-годишна възраст пише първата си песен „Sammy the Slug“. По това време една негова леля му дава пари за професионални уроци по пеене, но той ги използва, за да купи дебютния студиен албум на Бийтълс Please Please Me (1963). През септември 1963 г. започва да учи в Чартърхаус  –  частно училище в град Годълминг, Съри. Там той е барабанист и вокалист на първата си група: традиционната джаз група Milords (или M'Lords). Тя е последвана от празничната група Spoken Word.
През 1965 г. Гейбриъл създава група „Гардън Уол“ с училищните си приятели Тони Банкс на пиано и Крис Стюарт на барабани. Банкс е започнал да учи в Чартърхаус по същото време като Гейбриъл; двамата не се интересуват от училищни дейности, но се свързват с музиката и започват да пишат песни. На последния концерт, преди да се разделят, Гейбриъл, облечен в кафтан и мъниста, обсипва публиката с листенца, които е набрал от близките градини.

## Кариера

### 1967 – 1975: Дженезис
През 1967 г., след като Гардън Уол се разпада, Гейбриъл, Банкс и Стюарт са поканени от съучениците си Антъни Филипс и Майк Ръдърфорд да работят върху демо запис с песни. Гейбриъл и Банкс допринасят с "She Is Beautiful“ („Тя е красива“) – първата песен, която пишат заедно. Записът е изпратен на техен бивш ученик в Чартърхаус, станал  музикант – Джонатан Кинг, който веднага е ентусиазиран до голяма степен благодарение на вокалите на Гейбриъл. Той подписва с групата и предлага името на групата да е Гейбриълс Ейнджълс („Ангелите на Гавраил“), но идеята не е популярна сред останалите членове. Те се спират на другото предложение на Кинг, Дженезис. След като Кинг предлага да се придържат към по-простия поп, Гейбриъл и Банкс пишат "The Silent Sun“ („Тихото слънце“) като имитация на Би Джийс – една от любимите групи на Кинг. Това става първият сингъл на групата, издаден през 1968 г. Той е включен в дебютния им студиен албум From Genesis to Revelation (1968), в който Гейбриъл свири на флейта.
След комерсиалния провал на From Genesis to Revelation групата поема по различни пътища и Гейбриъл продължава обучението си в Чартърхаус. През септември 1969 г. той, Банкс, Ръдърфорд и Филипс решават да се откажат от плановете си и да направят Дженезис работеща група на пълен работен ден. В началото на 1970 г. Гейбриъл свири на флейта в песента Mona Bone Jakon (1970) на Кат Стивънс. 
Вторият студиен албум на Дженезис, Trespass (1970), вижда Гейбриъл да разширява музикалното си творчество с акордеон, тамбура и бас барабан и включва неговите соул влияния. Той написва текста на "The Knife" („Ножът“) като пародия на протестна песен. Албумът се продава малко и в един момент Гейбриъл си осигурява място в Лондонското филмово училище защото Дженезис „изглеждаше, че умира“. Групата набира китариста Стив Хакет и барабаниста Фил Колинс.
Следващият им студиен албум Nursery Cryme (1971) включва Гейбриъл, който свири на обой. Неговото начало, "The Musical Box" („Музикалната кутия“), е първата им песен, в която той включва история и герои в текста.
Шоутата с участието на Foxtrot (1972) отбелязват ключово развитие в сценичното представяне на Гейбриъл. Той започва да разказва истории, за да въведе номера като начин да покрие тишината между песните, докато групата настройва инструментите си или докато се отстраняват технически грешки. По време на концерт в Дъблин през септември 1972 г. той изчезва от сцената по време на инструменталната част на "The Musical Box“ и се появява отново в червената рокля на жена си и с глава на лисица, имитирайки обложката на албума. Той запазва идеята за себе си, тъй като смята, че групата би гласувала против нея. Въпреки някои първоначални съмнения от колегите му за инцидента се говори на първа страница в сп. „Мелъди Мейкър“, което дава национално присъствие на Дженезис. Това им позволява да удвоят хонорара си за изпълнение. Една от историите на Гейбриъл е отпечатана върху бележките към концертния им албум Genesis Live (1973). 
До края на 1973 г., след успеха на албума Selling England by the Pound (1973), който се съсредоточава върху английски теми и литературни и материалистични препратки, в характерно за Дженезис шоу Гейбриъл носи флуоресцентен грим, пелерина и крила на прилеп за "Watcher of the Skies", шлем, нагръдник и щит за "Dancing with the Moonlit Knight", различни костюми за "Supper's Ready" и маска на старец за "The Musical Box".
The Lamb Lies Down on Broadway (1974) е последният студиен албум на Гейбриъл с Дженезис. Той измисля неговата история за духовното пътешествие на Раел, младеж от Пуерто Рико, живеещ в Ню Йорк, и странните случки и герои, които среща по пътя си. Напрежението нараства през този период, тъй като Гейбриъл иска да пише сам всички текстове. Той се разделя с групата, след като режисьорът Уилям Фридкин го кани да работи по сценарий. Проектът се разпада и Гейбриъл отново се връща в групата. Нещата се усложняват допълнително с трудното раждане на първата му дъщеря, което води до периоди на отсъствие от Дженезис. В крайна сметка той  закъснява с текстовете и разчита на приноса на Банкс и Ръдърфорд. В бележките към текстовете на твореца се приписват „експерименти с чужди звуци“. Той кара Брайън Ино да осигури допълнителни електронни ефекти.
По време на спирка в Кливланд, Охайо, в началото на турнето на албума, Гейбриъл информира групата за намерението си да напусне след края му. Музикалните критици често фокусират рецензиите си върху театралното му поведение и приемат музикалното изпълнение на групата като второстепенно, което дразни останалата част от нея. Турнето приключва през май 1975 г., след което Гейбриъл пише материал за пресата на 15 август, озаглавен „Вън, ангели вън“, за своето напускане, разочарованието си от бизнеса и желанието си да прекарва време със семейството си. Новината смайва феновете на групата и оставя коментаторите да се чудят дали групата може да оцелее без него. Неговото напускане води до това барабанистът Фил Колинс неохотно да поеме главните вокали, след като 400 певци са безрезултатно прослушани.

### 1975 – 1985: Солов дебют с четири едноименни албума
Гейбриъл описва паузата си от музикалния бизнес като своя „период на учене“, по време на който той ходи на уроци по пиано и музика. До края на 1975 г. е направил демо записи, плод на периода на написване на около 20 песни с неговия приятел Мартин Хол. След като подготвя материал за студиен албум, Гейбриъл записва соловия си дебют Peter Gabriel през 1976 и 1977 г. в Торонто и Лондон с продуцента Боб Езрин.
Певецът не озаглавява първите си четири студийни албума. Всички са с надпис Peter Gabriel, използвайки един и същ шрифт, с дизайн на Хипнозис. „Идеята е да го направим като списание, което ще излиза само веднъж годишно“, отбелязва той през 1978 г. „Значи това е същото заглавие, същите букви на същото място; само снимката е различна.“ Всеки албум обаче получава прякор от феновете, обикновено свързан с обложката на албума.
Peter Gabriel (известен още като Peter Gabriel 1: Car) е издаден през февруари 1977 г. и достига номер 7 в Обединеното кралство и номер 38 в САЩ. Неговият водещ сингъл "Solsbury Hill" е автобиографична песен за духовно преживяване на върха на Солсбъри Хил в Съмърсет. „Става въпрос за това да си готов да загубиш онова, което имаш, срещу това, което можеш да получиш...", казва Гейбриъл. „Става въпрос за това да оставиш нещата“. Той обикаля с албума на турне от 80 дати от март до ноември 1977 г. с група, включваща китариста Робърт Фрип от Кинг Кримсън, който често свири извън сцената и е представен като Дъсти Роудс.
В края на 1977 г. Гейбриъл започва да записва втория си студиен албум Peter Gabriel (известен още като Peter Gabriel 2: Scratch) в Холандия, с Фрип като продуцент. „Mother of Violence“ („Майка на насилието“) е написана от певеца и от първата му съпруга Джил. Издаден през юни 1978 г., албумът достига номер 10 в Обединеното кралство и номер 45 в САЩ. Турнето на Гейбриъл за албума продължава от август до декември 1978 г. На това турне той и групата му си обръсват главите.
Гейбриъл записва третия студиен албум Peter Gabriel (известен още като Peter Gabriel 3: Melt) в Англия през 1979 г. Той проявява интерес към африканската музика и барабанните машини и по-късно приветства записа като свой пробив. Албумът е признат за първият, който използва затворена реверберация (на англ. gated reverb) на барабаните, създавайки различен звук. Докато записва барабаните на "Intruder" („Натрапник“) – една от песните с участието на Фил Колинс, Гейбриъл кара Колинс да свири различни ритми, без да използва чинели за няколко минути като основа за по-нататъшно развитие на песента. Колинс използва затворения ефект в своя дебютен солов сингъл „ In the Air Tonight“, който става характерен звук през 1980-те години и след това.
Атлантик Рекърдс – дистрибуторът на Гейбриъл в САЩ, който издава първите му два студийни албума, отказва да издаде този трети албум. Тогава Гейбриъл подписва договор за звукозапис с Мъркюри Рекърдс. Издаден през май 1980 г., албумът става номер 1 в Обединеното кралство за три седмици. В САЩ той достига своя връх на номер 22. Сингълът "Games Without Frontiers" отива на номер 4, а сингълът "Biko" – на номер 36 в Обединеното кралство. След няколко концерта през 1979 г. Гейбриъл прави турне за албума от февруари до октомври 1980 г. То бележи първия случай когато музикантът се носи на ръцете на публиката, и той прави това в позата на разпятие. Каскадата става основна част от неговите концертни изпълнения.
За Peter Gabriel 4 (известен още като Peter Gabriel 4: Security) Гейбриъл поема по-голяма отговорност за продукцията от преди. Той го записва през 1981 и 1982 г., само на цифрова лента, с мобилно студио, паркирано в дома му Ашкомб Хаус в Съмърсет. Използва Fairlight CMI цифров синтезатор за семплиране и включва електронни инструменти със семплиране на етно ритъм перкусии. „По време на последните два албума,“ отбелязва той, „аз се върнах към съзнанието за ритъм. И писането, особено с изобретяването на тези барабанни машини, е фантастично. Можеш да съхраняваш в техните спомени ритми, които те интересуват и вълнуват. И тогава груувът ще продължи без теб и ще бъде точно такъв, какъвто искаш да бъде, а не това, което барабанистът смята за подходящо за онова, което правиш.“
Четвъртият албум Peter Gabriel, издаден през септември 1982 г., достига номер 6 в Обединеното кралство и номер 28 в САЩ. Вторият сингъл, "Shock the Monkey", става първият топ 40 хит на Гейбриъл в САЩ, достигайки номер 29. За да се справи с разпространението в Америка, той подписва с Гефън Рекърдс, които, първоначално без знанието му, озаглавяват албума Security, за да го разграничат от първите три. Турнето на Гейбриъл през 1982 г. продължава година и става първото му печелившо турне. Записите от него са пуснати в дебютното концертно издание Plays Live (1983).
Гейбриъл продуцира версии на третия и четвъртия си албум с немски текстове. Третият се състои от студийни записи, презаписани с нови вокали. Четвъртият е ремиксиран, с няколко удължени или променени песни.
През 1983 г. Гейбриъл разработва саундтрака за драматичния филм на Алън Паркър „Пилето“ (1984), копродуциран с Даниел Ланоа. Става въпрос за нов материал без текстове, както и за ремиксирани инструментали от предишния му студиен албум.

### 1985 – 1997: албумиSoиUs
След като завършва саундтрака към „Пилето“, Гейбриъл измества музикалния си фокус от ритъм и текстура, както се чува в Peter Gabriel 4 и Birdy, към по-прости песни. През 1985 г. той записва петия си студиен албум, So („Така“) (копродуциран с Ланоа). So е издаден през май 1986 г. и достига номер 1 в Обединеното кралство и номер 2 в САЩ. Той остава най-продаваният албум на твореца с над 5 млн. продадени копия само в САЩ.  Той продуцира три топ 20 сингъла в Обединеното кралство: "Sledgehammer“ („Парен чук“), "Big Time“ („Голямо време“) и "Don’t Give Up“ („Не се предавай“) (дует с Кейт Буш). Първият отива до номер 1 в американския Билборд Хот 100 – единственият сингъл на Гейбриъл в кариерата му, успял да постигне това. Той изхвърля "Invisible Touch" на Дженезис – бившата му група от първото място, и също техният единствен хит номер едно в САЩ. В Обединеното кралство сингълът отива на номер 4. През 1990 г. сп. „Ролинг Стоун“ класира So на 14-о място в списъка си с „100 най-добри албума на 80-те години“.
"Sledgehammer" е особено успешен, занимавайки се със секса и сексуалните отношения чрез лирични намеци. Известният му музикален видеоклип е съвместна работа между режисьора Стивън Р. Джонсън, Aardman Animations и Брадърс Куей и печели рекордните девет награди за музикален клип на Ем Ти Ви през 1987 г. През 1998 г. е обявен за номер едно анимационен видеоклип на Ем Ти Ви за всички времена. So на Гейбриъл печели две Награди „Брит“ през 1987 г. – за най-добър британски соло изпълнител и най-добър британски видеоклип (за "Sledgehammer"). Той е номиниран за четири награди Грами: Най-добро мъжко рок вокално изпълнение, Песен на годината и Запис на годината за „Sledgehammer“ и Албум на годината за So. Певецът прави световно турне в подкрепа на So с турнето This Way Up Tour от ноември 1986 г. до октомври 1987 г.
През 1988 г. Гейбриъл участва като композитор за филма на Мартин Скорсезе „Последното изкушение на Христос“ (1988). Скорсезе се свързва с него относно проекта от 1983 г. и иска, според Гейбриъл, да представи „борбата между човечеството и божествеността на Христос по мощен и оригинален начин“. Гейбриъл използва музиканти от УОМАД, за да изпълни инструментални пиеси с акцент върху ритъма и африканските, близкоизточните и европейските текстури, използвайки Националния звукозаписен архив в Лондон за допълнително вдъхновение. Първоначалният план отделя десет седмици за запис, преди да бъде съкратен на три, оставяйки Гейбриъл да не може да завърши всичките парчета, които първоначално е искал да запише. Когато филмът е завършен, той работи по саундтрака още четири месеца, за да доразвие още от незавършените си идеи. Саундтракът е издаден като Passion („Страст“) през юни 1989 г. Той носи на твореца награда „Грами“ за най-добро ню ейдж изпълнение и номинация за Златен глобус за най-добра оригинална музика за филм. През 1990 г. Гейбриъл издава първия си сборен албум, Shaking the Tree: Sixteen Golden Greats, който продава 2 млн. копия в САЩ.
До 1989 г. негов мениджър е Гейл Колсън. От 1989 г. до 1992 г. Гейбриъл записва продължението на So, озаглавено Us („Нас“). В албума той разглежда лични теми, включително неуспешния му първи брак, психотерапията и нарастващата дистанция между него и най-голямата му дъщеря по това време. Вглъбяването на певеца в контекста на албума Us може да се види в първия му сингъл "Digging in the Dirt" („Копаейки в мъсотията“), режисиран от Джон Даунър. Придружена от смущаващо видео, включващо Гейбриъл, покрит с охлюви и различна зеленина, тази песен се позовава на психотерапията, която отнема голяма част от времето му след предишния студиен албум. Гейбриъл описва борбата си да се свърже с дъщеря си в "Come Talk to Me" („Ела говори с мен“) с музикален клип  е режисиран от Мат Махурин, и включва беквокали от Шинейд О’Конър. О'Конър пее и в "Blood of Eden" („Кръв на Еден“), режисиран от Никола Брус и Майкъл Коулсън – третият сингъл от албума и отново се занимава с борби в отношенията, този път връщайки се обратно към реброто на Адам за вдъхновение.
Албумът е един от най-личните за Гейбриъл. Той постига по-малък успех от So, достигайки номер 2 в класацията за албуми от двете страни на Атлантическия океан и оказва скромно влияние в класациите със синглите "Digging in the Dirt“ и по-забавния Steam“ („Пара“), който извиква спомени за "Sledgehammer". Гейбриъл последва издаването на албума с турнето Secret World Tour, като първо използва клавириста Джой Аскю, за да изпее партията на О'Конър, а след това самата О'Конър за няколко месеца. О'Конър напуска турнето и е заменена от Пола Коул, като Коул участва в записите на турнето: двойният албум Secret World Live и концертното видео, също наречено Secret World Live, и двата издадени през 1994 г.
Гейбриъл използва иновативен подход в маркетинга на албума Us. Не желаейки да показва само себе си, той моли режисьорите Никола Брус и Майкъл Коулсън да координират маркетингова кампания, използваща съвременни изпълнители като Хелън Чадуик, Ребека Хорн, Нилс-Удо, Анди Голдсшърти, Дейвид Мач и Яйой Кусама. Те си сътрудничат, за да създадат оригинални обложки за всяка от 11-те песни на мултимилионно продадения компактдиск. Коулсън и Брус документират процеса на Hi-8 видео. Брус напуска Риъл Уърлд Рекърдс и Кулсън продължава с кампанията, използвайки документалния фонов материал като основа за промоционален електронен прес кит, дългометражното видео All About Us и интерактивния CD-ROM Xplora1: Peter Gabriel's Secret World.
Гейбриъл печели още три награди „Грами“, всичките в категорията „Музикален видеоклип“. Той печели наградата „Грами“ за най-добро късо музикално видео през 1993 г. и 1994 г. съответно за видеоклиповете към "Digging in the Dirt" и "Steam". Също печели наградата „Грами“ през 1996 г. за най-добро дълго музикално видео за своето видео Secret World Live.

### 1997 – 2009: албумиOVOиUp
През 1997 г. Гейбриъл е поканен да участва в режисурата и саундтрака на Millennium Dome Show – мултимедийно представление на живо, организирано в Милениум Доум в Лондон през 2000 г. Той казва, че на екипа е дадена свобода на действие, което води до различни проблеми, като липса на подходящо бюджетиране. Той също така смята, че ръководството, въпреки че успява да завърши сградата навреме, не успява да схване артистичната страна на шоуто и неговото съдържание. Саундтракът на Гейбриъл излиза като OVO през юни 2000 г. The Story of OVO излиза в комикс с формата на CD-книжка, който е част от CD изданието със заглавие „OVO The Millennium Show“.
Приблизително по същото време албумът с най-големите хитове на Дженезис, Turn It On Again: The Hits (1999), включва Гейбриъл, който споделя вокали с Фил Колинс в нова версия на "The Carpet Crawlers", озаглавена "The Carpet Crawlers 1999“, продуцирана от Тревър Хорн.
През 2002 г. певецът се заема със саундтрака за следващия си проект, записвайки за австралийския филм Rabbit-Proof Fence (2002) с етно музика. Издаден през юни 2002 г., Long Walk Home: Music from the Rabbit-Proof Fence получава номинация за Награда „Златен глобус“ за най-добра оригинална музика за филм.
По-късно през 2002 г., Up („Нагоре“) – първият дългосвирещ студиен албум на певеца от десетилетие, е издаден през септември 2002 г. Той започва работа по него през 1995 г., преди производството да спре три години по-късно, за да насочи времето си към други проекти и сътрудничества. Работата е възобновена през 2000 г., като по това време Гейбриъл има 130 потенциални песни за албума и прекарва почти две години върху него, преди ръководството на Върджин Рекърдс да го накара да го завърши. Up достига номер 9 в САЩ и номер 11 в Обединеното кралство и е подкрепен със световно турне с група, която включва дъщерята на Габриел Мелани на беквокали. Турнето е документирано с две DVD-та на живо: Growing Up Live (2003) и Still Growing Up: Live & Unwrapped (2005).
През 2004 г. Гейбриъл се среща с бившите си колеги от група Дженезис, за да обсъдят възможността да поставят The Lamb Lies Down on Broadway (1974) като турне за събиране. В крайна сметка той отхвърля идеята, проправяйки пътя на Банкс, Ръдърфорд и Колинс да организират Turn It On Again: The Tour. Гейбриъл продуцира и изпълнява на концерта Лайв 8 в Проект „Рай“ в Корнуол през юли 2005 г. Той се присъединява към Кет Стивънс на сцената, за да изпълни песента "Wild World“ по време на концерта 46664 на Нелсън Мандела. На церемонията по откриването на Зимните олимпийски игри през 2006 г. в Торино певецът изпълнява "Imagine" на Джон Ленън.
През ноември 2006 г. Седмата световна среща на върха на лауреатите на Нобеловата награда за мир в Рим връчва на Гейбриъл наградата „Човек на мира“. Наградата, връчена от бившия генерален секретар на СССР и носител на Нобеловата награда за мир Михаил Горбачов и Валтер Велтрони, кмет на Рим, е признание за неговия голям принос и работа в името на човешките права и мира. Наградата е връчена в зала „Джулио Чезаре“ на двореца „Кампидольо“ в Рим. В края на годината той получава наградата за цялостно творчество на списание Q, връчена му от американския музикант Моби. В интервю, публикувано в списанието, което придружава наградата, приносът на Гейбриъл към музиката е описан като „огромен и траен“.
Гейбриъл поема проект в състезанието на Би Би Си Ъурлд Сървис „The Next Big Thing“, за да намери най-добрата млада група в света. Той заедно с Уилям Орбит, Джеф Травис и Анжелик Киджо оценява финалистите – шестима млади изпълнители.
През юни 2008 г. Гейбриъл издава Big Blue Ball – албум от различни изпълнители, които си сътрудничат в неговите Риъл Уърлд Студиъс в продължение на три лета през 90-те години. Той планира издаването му в САЩ без помощта на лейбъл; събира 2 млн. лири за записа и разпространението на албума с Инджиниъс Медия, като световното издание се управлява от Уорнър Брос Рекърдс. Изпълнителят се появява на национално турне за албума през 2009 г.
Гейбриъл е част от журито на 6-ите и 8-ите годишни независими музикални награди в подкрепа на независими артисти.
Той участва в саундтрака на „УОЛ-И“ през 2008 г. с Томас Нюман, включително в заключителната песен "Down to Earth“, за която те получават Награда „Грами“ за най-добра песен, написана за филм, телевизия или друга визуална медия. Песента също е номинирана за Награда „Златен глобус“ за най-добра оригинална песен и Награда на Академията за най-добра оригинална песен. През февруари 2009 г. певецът обявява, че няма да участва в телевизионното предаване  на наградите Оскар през 2008 г., тъй като продуцентите на шоуто ограничават изпълнението му на „Down to Earth“ до 65 секунди. Джон Леджънд и Совето Госпъл Куайър изпълняват песента вместо него.
Турнето на изпълнителя през 2009 г. включва Мексико, Аржентина, Чили, Перу и Венецуела. Първото му представление в Перу е в Лима на 20 март 2009 г., по време на второто му посещение в страната. Неговият концерт в Мексико Сити на 27 март 2009 г. привлече повече от 38 000 фенове. 
На 25 юли 2009 г. той свири в WOMAD Charlton Park – единственото му европейско изпълнение за годината, за да промотира организацията си Уитнес. Шоуто включва две песни от предстоящия му тогава албум Scratch My Back: „The Boy in the Bubble“ на Пол Саймън и „The Book of Love“ на Магнетик Фийлдс.

### 2009 – 2019: Сборни албумиScratch My Back And I'll Scratch Yours, Flotsam and JetsamиRated PG,албумNew Bloodи други проекти
През 2009 г. певецът записва Scratch My Back („Почеши гърб ми“) – албум с кавъри на песни от различни изпълнители, включително Дейвид Боуи, Лу Рийд, Аркейд Файър, Рейдиохед, Регина Спектор и Нийл Йънг. Първоначалната концепция е Гейбриъл да направи кавър на песен на изпълнител, ако те от своя страна направят кавър на една от неговите за албум, издаден едновременно като I'll Scratch Yours, но няколко участници по-късно отказват или закъсняват да доставят и идеята е поставена на изчакване. Гейбриъл избягва да използва барабани и китара в полза на оркестрови аранжименти и променя обичайния си метод на писане на песни, като първо завършва вокалите и след това песента, за която си сътрудничи с композитора Джон Меткалф. Издаден през февруари 2010 г., Scratch My Back достига номер 12 в Обединеното кралство. Изпълнителят прави световно турне с турнето New Blood Tour от март 2010 г. до юли 2012 г. с оркестър от 54 души, дъщеря му Мелани и норвежката певица и текстописка Ане Брун като беквокалистка. Последвалият албум And I'll Scratch Yours („И аз ще почеша твоя“) е издаден през септември 2013 г.
По време на турнето New Blood Гейбриъл решава да разшири концепцията на Scratch My Back и с помощта на Меткалф да презапише колекция от собствените си песни с оркестър. Резултатът е албумът New Blood („Нова кръв“), който излиза през октомври 2011 г.
През септември 2012 г. Гейбриъл стартира своето турне Back to Front, което включва So (1986), изпълнен изцяло с оригиналните музиканти, свирили в албума, за да отбележи неговата 25-та годишнина. Когато първият етап завършва месец по-късно, той си взима една година пауза, за да пътува по света с децата си.  Турнето е подновено с европейска част от септември 2013 г. до декември 2014 г.
През 2014 г. Гейбриъл е въведен в Залата на славата на рокендрола като соло изпълнител от фронтмена на Колдплей Крис Мартин. Те изпълняват заедно "Washing of the Water" на Гейбриъл. Той изпълнява "Heroes" на Дейвид Боуи с оркестър на концерт в Берлин за отбелязване на 25-ата годишнина от падането на Берлинската стена през ноември 2014 г.
През 2016 г. той е включен в песента „AI“ на американската поп рок група Уанрепъблик от четвъртия им студиен албум Oh My My. 
През юни 2016 г. Гейбриъл издава сингъла "I'm Amazing" („Аз съм удивителен“). Песента е написана преди няколко години, отчасти като почит към боксьора Мохамед Али. През този месец той тръгва на съвместно турне със Стинг, озаглавено The Rock Paper Scissors North American Tour.
Гейбриъл се появява отново през 2019 г. с издаването на Rated PG – сборен албум от песни, създадени за филмови саундтракове през цялата му кариера. Изборът на песни обхваща над 30 години и включва песни, които никога не са били издавани в официален албум на Гейбриъл преди това, включително "Down to Earth" (от „УОЛ-И“) и "That'll Do" (от „Бейб в града“), номинирано за Оскар сътрудничество с Ранди Нюман. Първоначално издаден само на плоча за Деня на музикалния магазин на 13 април, албумът в крайна сметка е пуснат в цифрови стрийминг услуги по-късно същия месец. По-късно същата година Гейбриъл издава друго дигитално издание на 13 септември, озаглавено Flotsam and Jetsam – сборен албум от B-страни, ремикси и рядкости, които обхващат цялата солова кариера на Габриел от 1976 до 2016 г., включително първия му соло запис, кавър на Бийтълс песента "Strawberry Fields Forever".

### 2022 – 2023:i/o
От 2002 г. Габриел непрекъснато работи върху това, което е дал условното заглавие на i/o – неговият десети студиен албум. Първоначално той трябва да бъде пуснат 18 месеца след Up, но турнето отлага издаването. Той прави интервю със сп. „Ролинг Стоун“ през 2005 г., заявявайки, че има 150 песни на различни етапи. От 2013 до 2016 г. той редовно публикува в социалните мрежи за записите на новия албум. През 2019 г. певецът говори по Би Би Си Радио 6 за това как си е направил пауза в правенето на музика поради болестта на съпругата му, но започва да се връща към това сега, когато тя се е възстановила. През 2021 г. той е интервюиран няколко пъти за новия си албум и разкрива, че е записал 17 нови песни с Ману Катче, Тони Ливайн и Дейвид Роудс.  Той публикува множество снимки в своя Фейсбук и Инстаграм от тези сесии.  През юни 2022 г. Катче казва пред френското списание L'Illustré, че албумът е почти завършен и ще бъде издаден по-късно същата година, в очакване на официално съобщение.  
През ноември 2022 г. Гейбриъл обявява предстоящото си i/o The Tour за пролетта на 2023 г. в няколко европейски града, като по-късно ще бъдат потвърдени датите за частта от турнето в Северна Америка за късното лято/есента на 2023 г. Това съобщение също потвърждава, че името на предстоящия албум ще бъде стилизирано като i/o. Първият сингъл от албума, "Panopticom", е издаден цифрово на 6 януари 2023 г. Ново парче от албума ще бъде издавано на датата на всяко пълнолуние през 2023 г., както и различен микс от песента на всяко новолуние през 2023 г., започвайки с Dark Side Mix на "Panopticom“. На 5 февруари Гейбриъл издава "The Court" („Съдът“) – вторият сингъл от албума. На 7 март той пуска третия си сингъл "Playing For Time" („Да играеш за време“). Основен аранжимент на песента, включващ само Габриел на пиано и Ливайн на бас, вече е открил концертите на Back to Front Tour, наречен "Daddy Long Legs".  Заглавната песен "i/o" е четвъртият сингъл, издаден на 6 април. На 5 май Гейбриъл пуска петия сингъл от албума, "Four Kinds of Horses" („Четири вида коне“), която си сътрудничи с Брайън Ино и Ричард Ръсел.

## Стил и сътрудничества
Стилистично музиката на изпълнителя е алтернативно описвана от музикалните писатели като прогресив рок, арт рок, арт поп, уърлд бийт, и прогресив соул. Според журналиста от сп „Ролинг Стоун“ Райън Рийд Гейбриъл се е развил като цяло като „арт рок новатор, соул поп майстор, [и] посланик на „световната музика““ в хода на кариерата си. Музикалният изследовател Грег Акерман твърди, че въпреки прогресивния си рок произход той е „успял да привлече фенове от целия спектър: прогресив рок, алтернативен рок, уърлд бийт, бял соул, денс музика, колежаните, тийнейджърите, американците и европейците“. Стивън Томас Ерлюайн от Олмюзик казва, че Гейбриъл се е появил през 1980-те години като „един от най-амбициозните и иновативни рок музиканти“, както и „международна поп звезда“.
Гейбриъл работи със сравнително стабилен екип от музиканти и звукозаписни инженери през цялата си солова кариера. Басистът и изпълнител на стик Тони Ливайн участва във всеки студиен албум на изпълнителя и във всяко турне на живо, с изключение на Scratch My Back (2010), саундтраковете Passion (1989) и Long Walk Home (2002) и турнето New Blood. Китаристът Дейвид Роудс е избраният китарист на Гейбриъл от 1979 г. Преди абума So (1986) мястото му заема Джери Марота, както в студиото, така и на турнета. (За албумите и турнетата So и Us Марота е заменен от Ману Катче, който след това е заменен от Гед Линч в части от албума Up и цялото следващо турне). Гейбриъл е известен с това, че избира първокласни сътрудници, от копродуценти като Езрин, Фрип, Лилиуайт и Ланоа до музиканти като Натали Мърчант, Елизабет Фрейзър, Л. Шанкар, Трент Резнър, Юсу Н'Дур, Лари Фаст, Нусрат Фатех Али Хан, Шинейд О'Конър, Кейт Буш, Ане Брун, Пола Коул, Джон Гиблин, Дейв Грегъри, Питър Хамил, Папа Уемба, Ману Катче, Байет, Милтън Насименто, Фил Колинс, Стюарт Копланд и Уанрепъблик.
През годините Гейбриъл няколко пъти си сътрудничи с певицата Кейт Буш. Буш осигурява беквокали за "Games Without Frontiers" („Игри без граници“) и "No Self Control" („Без самоконтрол“) на Гейбриъл през 1980 г. и водещ женски вокал за "Don't Give Up" (топ 10 хит в Обединеното кралство) през 1986 г. Гейбриъл се появява в нейния специален телевизонен филм. Техният дует в "Another Day" („Друг ден“) на Рой Харпър е обсъждан за издаване като сингъл, но това не се осъществява.
Той също така си сътрудничи с авангардната изпълнителка Лори Андерсън по две версии на нейната композиция "Excellent Birds“ – една за втория ѝ албум Mister Heartbreak (1984) и друга, наречена "This is the Picture (Excellent Birds)“, който се появява на аудиокасета и на CD версии на албума му So.
Той пее (заедно с Джим Кер от Симпъл Майндс) в "Everywhere I Go“ от студийния албум на група Кол от 1986 г. Reconciled. В  The Woman's Boat – студийния албум на Тони Чайлдс от 1994 г. Гейбриъл пее в песента "I Met a Man" („Срещнах човека“).
През 1998 г. Гейбриъл се появява в саундтрака на „Бейб в града“ като водещ вокалист на песента "That'll Do" („Което ще направя“), написана от Ранди Нюман. Песента е номинирана за Оскар и Гейбриъл и Нюман я изпълняват на телевизионното предаване за Оскар през следващата година. Той има подобна саундтрак изява за филма от 2004 г. „Ще танцуваме ли?“, изпявайки кавър версия на "The Book of Love" на Магнетик Фийлдс.
През 1987 г. Гейбриъл се появява в едноименния солов студиен албум на Роби Робъртсън в песента "Fallen Angel" („Паднал ангел“) и е съавтор на два сингъла на Том Робинсън. Той се появява в студийния албум на Джони Мичъл от 1988 г. Chalk Mark in a Rain Storm, в началната песен "My Secret Place" („Моето тайно място“).
През 2001 г. участва с водещи вокали в песента "When You're Falling" („Когато падаш“) във Volume 3: Further in Time на Афро Келт Саунд Систъм.  През лятото на 2003 г. изпълнява в Охайо като гост на узбекската певица Севара Назархан.
Гейбриъл си сътрудничи по песни с електронния музикант BT, който също работи по саундтрака на OVO с него. Парчетата никога не са пуснати, тъй като компютрите, на които са били, са откраднати от дома на BT в Калифорния. Той също така пее текста на Дийп Форест на музикалната им тема за филма Strange Days (1995). Певецът се появява в студийния албум на Анжелик Киджо от 2007 г. Djin Djin, пеейки песента "Salala".
Изълнителят записва кавър версия на сингъла на Вампайър Уикенд "Cape Cod Kwassa Kwassa" с група Хот Чип, където името му се споменава на няколко пъти в припева. Той заменя оригиналния ред „Но това се чувства толкова неестествено / Питър Гейбриъл също“, повторен два пъти, с „Чувства се толкова неестествено / Питър Гейбриъл също / и се чувства толкова неестествено / да пееш собственото си име.“
Гейбриъл си сътрудничи с Аркейд Файър в техния студиен албум от 2022 г. We. Той пее беквокали на песента "Unconditional II (Race and Religion)".

## УОМАД и други проекти
Интересът на Гейбриъл към етно музиката се проявява за първи път в третия му соло студиен албум. Според Спенсър Корнхабер в сп. „Атлантик“ през 2019 г.: „Когато Питър Гейбриъл се насочи към „етно музиката“ преди четири десетилетия, той не само евангелизира звуци, които бяха нови за западния поп. Той също така зададе радио шаблон: величествен, с естравагантности, предназначени да се четат като „екзотични“, и текстове, предназначени да променят животи.“ Това влияние нараства с времето и той е движещата сила зад движението Светът на музиката, изкуствата и танца (УОМАД). Гейбриъл казва:
| „ | Първият път, когато наистина навлязох в музика от друга култура, бе в резултат на изместването на Би Би Си Радио 4, с което се събуждах. Бях го загубил на средни вълни и сутринта опипвах циферблата, опитвайки се да намеря нещо, което мога да слушам, и попаднах на холандска радиостанция, която пускаше саундтрака от някаква неясен филм на Стенли Бейкър, наречен „Dingaka“. Имаше доста неща от мисля, че беше Гана. Сега не мога да си спомня, но наистина ме трогна. Една от песните, които чух там, бе нещо, наречено "Shosholoza", което записах на Б-страната на сингъла "Biko". | “ |

Гейбриъл създава Риъл Уърлд Студиъс – звукозаписна компания, за да улесни създаването и разпространението на такава музика от различни изпълнители, и работи за формурането на западната култура по отношение на музиканти като Юнчен Лхамо, Нусрат Фатех Али Хан и Юсу Н'Дур.
Той има дългогодишен интерес към правата на човека и стартира Уитнес – благотворителна организация, която обучава активисти за правата на човека да използват видео и онлайн технологии за разкриване на нарушения на правата на човека. През 2006 г. работата му с Уитнес и дългогодишната му подкрепа за мира и каузите за правата на човека са признати от лауреатите на  Нобелова награда за мир с наградата „Човек на мира“.
През 1990-те години, със Стив Нелсън от Брилиънт Медиа и режисьора Майкъл Коулсън, той разработва усъвършенствани мултимедийни проекти за забавление, базирани на CD-ROM, създавайки Xplora – най-продавания музикален CD-ROM в света, а впоследствие и EVE CD-ROM. EVE е музикална и художествена приключенска игра, режисирана от Майкъл Коулсън и копродуцирана от Корпорация „Старуейв“ в Сиатъл; печели голямата награда на наградата Milia d'Or в Кан през 1996 г.
През 1990 г. Гейбриъл дава своите беквокали на „Land of Anaka“ на Джефри Ориема – политически изгнаник от Уганда, който се появява в първия студиен албум на Ориема Exile, издаден от лейбъла на Гейбриъл Риъл Уърлд Рекърдс.
През 1994 г. участва в късометражния филм на Брек Айснър Recon като детектив, който влиза в умовете на жертвите на убийство, за да открие самоличността на техния убиец.
Гейбриъл помага да се въведе ново царство на музикално взаимодействие през 2001 г., като посещава Центъра за езикови изследвания на Държавния университет в Джорджия, за да участва в клавирни джем сесии с маймуни бонобо от Конго. Това преживяване вдъхновява песента "Animal Nation" („Животинска нация“), която е изпълнена на турнето му "Growing Up" през 2002 г. и е включена в DVD-то Growing Up Live и в саундтрака на „Бодилчетата“. Желанието на Гейбриъл да привлече вниманието към интелигентността на приматите също приема формата на ApeNet – проект, който има за цел да свърже човекоподобните маймуни чрез Интернет, позволявайки първата междувидова интернет комуникация. 
Той е един от основателите на Он Диманд Дистрибюшън (OD2) – една от първите онлайн услуги за изтегляне на музика. Преди затварянето си през 2009 г. технологията му е използвана от над 100 сайта за изтегляне на музика, включително MSN Music UK, MyCokeMusic, Planet Internet (KPN), Wanadoo и CD WOW! . OD2 е закупен от американската компания Loudeye през юни 2004 г. и впоследствие от финландския мобилен гигант Нокия през октомври 2006 г. за 60 млн. долара.
Гейбриъл е съосновател заедно с Брайън Ино на съюза на музикантите Mudda, съкратено от „великолепен съюз на изпълнители, изтеглящи цифрово“. 
През 2000 г. Гейбриъл си сътрудничи с Дзукеро, Ангун и други в благотворителна организация за деца със СПИН. Ерик Бенци написва текста и музиката, а Патрик Брюл, Стивън Айшер, Фаудел, Локуа Канза, Лаам, Нурит, Аксел Ред приемат да пеят.
През 2003 г. той участва с песен за видеоиграта Uru: Ages Beyond Myst. През 2004 г. участва с още една песен –  „Curtains“. Участва и в озвучаването на друга игра във франчайза на Myst Myst IV: Revelation.
През юни 2005 г. Гейбриъл и предприемачът в телевизионната индустрия Дейвид Енгелке купуват Солид Стейт Лоджик – производител на миксиращи конзоли и цифрови аудио работни станции. През 2017 г. компанията е продадена на Audiotonix Group.
През май 2008 г. звукозаписната компания на изпълнителя в партньорство с Бауърс и Уилкинс, стартират Бауърс енд Уилкинс Мюзик клъб, по-късно известен като Съсайъти ъф Саунд – базиран на абонамент музикален сайт за продажба на дребно. Понастоящем албумите са налични във формат ALAC или FLAC.
Той е един от основателите на годишното глобално събитие „Ден на астероидите“.

## Активист за хуманитарни каузи
През 1986 г. той започва това, което става дългогодишна асоциация с Амнести Интернешънъл, като става пионерски участник във всичките 28 концерта на Амнести за правата на човека – поредица от музикални събития и турнета, организирани от американската секция на организацията между 1986 и 1998 г. През юни 1986 г. изпълнява по време на турнето от шест концерта в САЩ на име A Conspiracy of Hope, в световното турне от 20 концерта Human Rights Now! през 1988 г., в концерта Chile: Embrace of Hope през 1990 г. и в Парижкия концерт за Амнести Интернешънъл през 1998 г. Той също участва в бенефисите Secret Policeman's Ball на Амнести в сътрудничество с други изпълнители и приятели като Лу Рийд, Дейвид Гилмор от Пинк Флойд и Юсу Н'Дур; Гейбриъл закрива тези концерти, изпълнявайки своя химн срещу апартейда „Бико“. Той говори за подкрепата си за Амнести в Today Show на Ен Би Си през 1986 г.
Вдъхновен от социалния активизъм, който среща в работата си с Амнести, през 1992 г. Гейбриъл съосновава Уитнес – НПО, която оборудва, обучава и подкрепя местни организации по целия свят да използват видео и Интернет в документирането и застъпничеството за правата на човека.
През 1995 г. той и активистката за правата на човека от Кабо Верде Вера Дуарте са удостоени с Наградата „Север-Юг“ в годината на нейното учредяване. 
В края на 1990-те години Гейбриъл и предприемачът Ричард Брансън обсъждат с Нелсън Мандела идеята си за малка, всеотдайна група от лидери, работещи обективно и без никакъв личен интерес за разрешаване на трудните глобални конфликти. На 18 юли 2007 г. в Йоханесбург, Южна Африка Мандела обявява създаването на нова група – Елдърс, в реч по случай 89-ия си рожден ден. Кофи Анан служи като председател на организацията, а Гро Харлем Брундтланд – като заместник-председател. Другите членове на групата са Марти Ахтисаари, Ела Бхат, Лахдар Брахими, Фернандо Енрики Кардозо, Джими Картър,  Хина Джилани, Граса Машел, Мери Робинсън и Ернесто Зедило. Дезмънд Туту е почетен член, както и Нелсън Мандела. Елдърс се финансира независимо от група дарители, включително Брансън и Гейбриъл. Елдърс използват своите колективни умения, за да катализират мирни решения на дългогодишни конфликти, да формулират нови подходи към глобални проблеми, които причиняват или по-късно могат да причинят огромно човешко страдание, и да споделят мъдрост, като помагат да се свържат гласове по целия свят. Те работят заедно, за да обмислят внимателно към кои конкретни проблеми да подходят.
През ноември 2007 г. Уитнес – групата с нестопанска цел на Гейбриъл стартира „Хъб“ – партиципативен медиен сайт за правата на човека.
През септември 2008 г. Гейбриъл е обявен за носител на наградата „Посланик на съвестта“ на Амнести Интернешънъл за 2008 г. През същия месец той получава наградата „Квадрига United We Care“ на Веркщат Германия заедно с Борис Тадич, Екарт Хьофлинг и Уикипедия. Наградата му е връчена от шведската кралица Силвия.
През 2010 г. Гейбриъл подкрепя кампанията за освобождаване на Сакинех Мохамади Ащани, иранска азерка, осъдена на смърт чрез убиване с камъни, след като е осъдена за извършване на прелюбодеяние.
През декември 2013 г. певецът публикува видео съобщение в знак на почит към починалия бивш президент на Южна Африка и лидер на борбата с апартейда Нелсън Мандела. 
Той разкритикува Ер Франс за продължаващия транспорт на маймуни до лаборатории. В писмо до авиокомпанията певецът пише, че в лабораториите „приматите са насилствено хранени с химикали, нанасят им се мозъчни увреждания, осакатяват се, пристрастяват се към кокаин или алкохол, лишават се от храна и вода или се измъчват психологически и в крайна сметка се убиват“.
През март 2014 г. Гейбриъл публично подкрепя #withsyria – кампания за събиране на подкрепа за жертвите на Гражданската война в Сирия.
През ноември 2014 г. той, заедно с Пуси Райът и Айрън енд Уайн, подкрепя протестиращите в Хонг Конг пред Стената на Ленън в Хонконг.
През март 2015 г. Гейбриъл е удостоен с почетна докторска степен от Университета на Южна Австралия като признание за неговата ангажираност с креативността и нейната трансформираща сила в изграждането на мир и разбирателство.
Той композира песента "The Veil" („Булото“) за филма на Оливър Стоун „Сноудън“ (2016).

## Политическа ориентация
Гейбриъл е описан като един от най-политическите рок музиканти от Олмюзик. През 1992 г., на 20-ата годишнина от трагедията на Кървавата неделя, той се присъединява към няколко леви фигури като Питър Хейн, Джеръми Корбин, Тони Бен, Кен Лоуч, Джон Пилджър и Ейдриън Мичъл, като изразява подкрепата си за демонстрация в Лондон, призоваваща за британското изтегляне от Северна Ирландия.
На общите избори през 1997 г. той обявява подкрепата си за Лейбъристката партия, която печели тези избори със съкрушителна победа след 18 години отсъствие на власт, водена от Тони Блеър. През 1998 г. певецът е посочен в списък на най-големите частни финансови дарители на лейбъристите. Впоследствие обаче Гейбриъл се дистанцира от лейбъристкото правителство след подкрепата на Тони Блеър за Джордж У. Буш и участието на Великобритания във войната в Ирак, на което той категорично се противопоставя. По-късно певецът обяснява решението си да финансира лейбъристите, като казва: „след всички тези години на Тачър това бе единственият път, когато вложих пари в политическа партия, защото исках да помогна да се отърва от тогавашното правителство на торите“.
През 2005 г. Гейбриъл дава специално разрешение на кандидата за общите избори на Зелената партия на Англия и Уелс да запише кавър версия на песента му "Don't Give Up" за кампанията си. През 2010 г. вестник „Гардиън“ го описва като „убеден защитник на пропорционалното представителство“. През 2013 г. той заявява, че е започнал да се интересува повече от организациите за онлайн петиции за осъществяване на промяна, отколкото от традиционната партийна политика.
През 2012 г. Гейбриъл осъжда използването на негова музика от американския консервативен радио ток шоумен Ръш Лимбо по време на спорен сегмент, в който Лимбо хули студентката по право в Джорджтаунския университет Сандра Флук. Изявление от името на Гейбриъл гласи: „Питър беше ужасен да научи, че музиката му е свързана с необикновената атака на Ръш Лимбо срещу Сандра Флук. Очевидно е от всеки, който познава работата на Питър, че той никога не би одобрил такава употреба. Той помоли своите представители да се уверят, че музиката му е оттеглена и особено от тези нечестни, агресивни и невежи коментари.“
През 2016 г. той подкрепя продължаването на членството на Обединеното кралство в Европейския съюз на референдума по въпроса.
Гейбриъл декларира подкрепата си за решението на израелско-палестинския конфликт с две държави. През 2014 г. участва с песни в нов сборен албум за набиране на средства за хуманитарни организации, подпомагащи палестинските араби в Газа. Той казва: „Сигурен съм, че и израелците, и палестинците ще се възползват от решение за две държави, базирано на границите от 1967 г. Гледахме как палестинците страдат твърде дълго, особено в Газа. Не съм и никога не съм бил антиизраелец или антисемит, но се противопоставям на политиката на израелското правителство, противопоставям се на несправедливостта и на окупацията... Горд съм, че съм един от гласовете, които питат израелското правителство: „Къде е решението за две държави, което толкова много искахте?“ и ясно да кажа, че е достатъчно.“ През 2019 г. Гейбриъл е сред 50-те изпълнители, които призовават Би Би Си да поиска песенния конкурс „Евровизия“ да бъде преместен извън Израел, позовавайки се на опасения за правата на човека.
Той е в подкрепа на признаването на арменския геноцид. През октомври 2020 г.  публикува съобщение в социалните медии в подкрепа на Армения и Република Арцах по отношение на войната в Нагорни Карабах. Той казва: „Боевете, които сега избухнаха между Азербайджан и Армения, са наистина ужасяващи и ние трябва да лобираме срещу когото можем, за да насърчим прекратяване на огъня, но чуването на съобщения, че президентът Ердоган вече е строил 80 000 турски войници на арменската граница, е ужасяващо перспектива, пълна с тъмните ехота на историята.“

## В популярната култура
Музиката на Гейбриъл е на видно място в популярното телевизионно шоу от 80-те години Маями Вайс. Песните включват "The Rhythm of the Heat" и "Biko" (от "Evan"), "Red Rain" (от "Stone's War"), "Mercy Street" (от "Killshot"), "Sledgehammer" (от "Better Living Through Chemistry"), "We Do What We're Told (Milgram's 37)" (от "Forgive Us Our Debts" и "Deliver Us from Evil") и "Don't Give Up" (from "Redemption in Blood"). С общо седем използвани песни певецът има най-много музика, представена от солов изпълнител в сериала, и той е единственият изпълнител, който е имал песен, използвана в четири от петте сезона на Маями Вайс. Пет от деветте песни от най-популярния му албум So (1986) са използвани в сериала.
"Games Without Frontiers", "Here Comes the Flood", "Lay Your Hands on Me" и "We Do What We're Told (Milgram's 37)" се появяват в отделни епизоди на шпионската драма на канал Еф Екс „Американците“.
Кавър версията на Гейбриъл на "Heroes" на Дейвид Боуи е включена във финала на четвъртия сезон на Big Love, както и в първия сезон и крайната сцена на „Странни неща“ (сезон 3) и във финалните надписи на Lone Survivor. Песента присъства и в 'Children of Mars' – епизод от 2020 г. на уеб сериала Star Trek: Short Treks.
Кавър версията на Гейбриъл на „My Body Is a Cage“ (песен на канадската инди рок група Аркейд Файър) е включена в епизода „Out of the Chute“ на сериала „Д-р Хаус“, част е от саундтрака на видеоиграта Assassin's Creed III, появява се в трейлърите за филма „Джон Картър: Между два свята“ (2012) и сериала „Хелстрьом“, използвана е като част от печелившото шоу на „Санта Клара Вангард“ през 2018 г., играе основна роля в ключовата сцена на втория сезон на телевизионния сериал „Dark“ и е използвана в интензивна сцена от финалната серия на телевизионния сериал „Луцифер“.
Песента на изпълнителя „Intruder“ е пусната в надписите на епизод 9 от сезон 2 на оригиналния сериал на Нетфликс „Ловец на мозъци“.
Песента му "In Your Eyes" е свирена по време на бумбокс сцената в кинопремиерата на филма от 1989 г. Say Anything... 
Поредицата от фалшиви документални филми за измислената рок звезда Брайън Перн са базирани донякъде на Гейбриел.
„Shock the Monkey“ („Шокирай маймуната“) се появява в епизода на „Саут Парк“: „Raisins “. Беби Стивънс казва на Стен Марш: „Ако наистина искаш шанс да си я върнеш. Застани пред прозореца ѝ, дръж бумбокс над главата си и пусни Питър Гейбриъл.“ Песента озвучава началните надписи на филма „Проект X " от 1987 г. с Матю Бродерик в главната роля, недоволен от Военновъздушните сили на САЩ, който е назначен да работи в лаборатория, която учи шимпанзета как да летят.
През 2021 г. северноирландската постпънк група Инвейдърбенд издава втория си студиен албум, озаглавен „Peter Gabriel“. Обложката е картина с Гейбриъл от Люк Хейнс.

## Личен живот
Гейбриъл се жени два пъти и има четири деца. През 1971 г., на 21-годишна възраст, той се жени за Джил Мур, дъщеря на Филип Мур, барон Мур ъф Уолвъркот (частен секретар на кралица Елизабет II от 1977 до 1986 г.). Те имат две дъщери – Анна-Мари (родена през 1974 г.) и Мелани (родена през 1976 г.). Анна-Мари е режисьорка, която заснема и режисира DVD-тата на живо на Гейбриъл Growing Up on Tour: A Family Portrait (2003) и Still Growing Up: Live & Unwrapped (2005). Мелани е музикантка, която е  беквокалистка в групата на баща си през 2002–2011 г. И двете дъщери се появяват във финалните кадри на видеоклипа към песента му „Sledgehammer“.
Бракът на Гейбриъл става все по-обтегнат, достигайки кулминацията си в аферата на съпругата му с Дейвид Лорд, копродуцент на четвъртия му студиен албум. Той завършва с развод през 1987 г., като певецът преминава през период на депресия и посещава терапевтични сесии в продължение на шест години. Известно време след развода той живее с американската актриса Розана Аркет.  През 2021 г. ирландската певица Шинейд О’Конър казва, че е имала периодични интимни отношения с певеца след развода му. Тя прекратява връзката поради недоволството си от липсата му на ангажираност, което вдъхновява нейния сингъл „Thank You for Hearing Me“ („Благодаря, че ме чу“).
Гейбриъл се жени за Меаб Флин през 2002 г. Двамата имат двама сина – Айзък Ралф (роден през 2001 г.) и Люк (роден през 2008 г.). Айзък е певец, автор на песни, музикант, звукозаписен продуцент и активист.
Питър Гейбриъл живее в Уилтшър от много години и управлява Риъл Уърлд Студиос от село Бокс, Уилтшър. Преди това е живял в Ули Вали близо до град Бат, Съмърсет. През 2010 г. той се присъединява към кампания за спиране на развитието на селското стопанство в долината, което също вдъхновява първия му самостоятелен сингъл „Solsbury Hill“ през 1977 г.

## Дискография

### Студийни албуми
- Peter Gabriel (1977); познат като Peter Gabriel 1: Car
- Peter Gabriel (1978); познат като Peter Gabriel 2: Scratch
- Peter Gabriel (1980); познат като Peter Gabriel 3: Melt
- Peter Gabriel (1982); познат като Peter Gabriel 4: Security
- So (1986)
- Us (1992)
- Up (2002)
- Scratch My Back (2010)
- New Blood (2011)
- i/o (2023)

### Концертни албуми
- Plays Live (1983)
- Secret World Live (1994)
- Live Blood (2012)
- Back to Front: Live in London (2014)
- Growing Up Live (2019)

### Саундтракове
- Birdy (1985)
- Passion (1989)
- OVO (2000)
- Long Walk Home: Music from the Rabbit-Proof Fence (2002)

### Сборни албуми
- Shaking the Tree: Sixteen Golden Greats (1990)
- Revisited (1992)
- Hit (2003)
- Rated PG (2019)
- Flotsam and Jetsam (2019)

### Други албуми
- Ein deutsches Album (1980)
- Deutsches Album (1982)
- Big Blue Ball (2008)

## Видеография

### Видео албуми
- 1987 CV (компилация от музикални видеоклипове, VHS) (RIAA: Gold)
- 1990 POV (концерт на живо от турнето So 1987, VHS)
- 1993 All About Us (музикални видеоклипове от албума Us, VHS)
- 1994 Secret World Live (концерт на живо от турнето Secret World 1993/94, VHS) (RIAA: Platinum)
- 2002 Secret World Live (преиздание, за първи път на DVD)
- 2003 Growing Up Live (концерт на живо от турнето Growing Up 2002/03, DVD) (RIAA: Platinum)
- 2004 Play (компилация от музикални видеоклипове, включваща бонус видеа и ремастериран звук. Музиката е била ремиксирана в няколко парчета и оригиналния микс е наличен като алтернативно парче, DVD)
- 2004 A Family Portrait – A Film by Anna Gabriel (дъщерята на певеца Анна-Мари Гейбриъл режисира филм за турнетата му Growing Up и Still Growing Up, DVD)
- 2005 Still Growing Up: Live & Unwrapped (концерт на живо от турнето Still Growing Up 2004, DVD)
- 2011 New Blood: Live in London (концерт на живо от турнето New Blood 2011, DVD)
- 2013 Classic Albums So (документален филм за създаването на алубума So, DVD)
- 2013 Live in Athens 1987 (rпреиздаване на POV, за първи път на DVD)
- 2014 Back to Front: Live in London (концерт на живо от турнето Back to Front 2013, DVD)

### Музикални видеоклипове
1977
- "Solsbury Hill"
- "Modern Love"

1980
- "Games Without Frontiers"

1982
- "Shock the Monkey"

1983;
- "I Don't Remember"

1984
- "This Is the Picture (Excellent Birds)"
- "Sledgehammer"
- "Mercy Street"

1986
- "Don't Give Up" (version 1)
- "Don't Give Up" (version 2)
- "In Your Eyes"
- "Red Rain"

1987
- "Big Time"
- "Biko"

1988
- "Zaar"

1990
- "Shaking the Tree"

1992
- "Steam"
- "Digging in the Dirt"

1993
- "Blood of Eden"
- "Kiss That Frog"
- "Come Talk to Me"
- "Lovetown"

2000
- "The Nest That Sailed the Sky"

2002;
- "Growing Up"

2003
- "The Barry Williams Show"
- "The Drop"
- "Washing of the Water"

2004
- "My Head Sounds Like That"
- "Father, Son"